# Nagib Coelho Matni
Nagib Coelho Matni (Igarapé-Açu, 11 de agosto de 1923  — Belém, 20 de maio de 2000) foi um foi um preparador físico e técnico de futebol brasileiro, recordista de títulos no campeonato paraense, com oito. Conseguiu vencê-lo pelo trio Paysandu (1947), Remo (1949, 1950, 1952, 1953, 1954) e Tuna Luso (1955 e 1958).
Sob o trabalho dele, o Paysandu foi apelidado de "Papão", em 1948. No Remo e na Tuna, Nagib segue sendo o segundo treinador com mais títulos estaduais em cada um. Ele também foi continuamente treinador também da Seleção Paraense na década de 1950, sobretudo no então valorizado Campeonato Brasileiro de Seleções Estaduais.
Seu trabalho de técnico consistia mais em coordenar a preparação físico, em suas próprias palavras, do que rebuscar  organização tática. Com efeito, a partir do final da década de 1950, dedicou-se a expandir o ensino da educação física no Pará, como professor, coordenador e/ou diretor colegial e também como secretário, inspetor e/ou conselheiro de diferentes governos.
É creditada sobretudo a ele a criação e estruturação de uma escola superior local de educação física, a antiga ESEFPA (atualmente pertencente à Universidade do Estado do Pará, UEPA), cujo ginásio poliesportivo leva o nome dele.

## Futebol

### Paysandu
Após cursar o ensino fundamental em sua cidade natal de Igarapé-Açu e o ensino médio em Belém, no Colégio Estadual Paes de Carvalho, rumou ao Rio de Janeiro para cursar na Escola Nacional de Educação Física e Desportos (EFED), na antiga Universidade do Brasil (atual UFRJ). Formou-se nela em 1946 e, voltando ao Pará, se tornou no Estado natal um dos primeiros licenciados plenos em educação física. Um de seus colegas de curso havia sido Paulo Amaral.
Uma vez regressado, também ingressou na Polícia Militar do Estado do Pará, na qual viria a passar à reserva no posto de major. No final de 1947, passou a integrar o Paysandu, sendo seu treinador nos dois últimos jogos do campeonato paraense daquele ano.
O certame de 1947 havia reativado o campeonato paraense, que não havia se realizado no ano de 1946. Ainda assim, somente outros quatro clubes participaram. Alfredo Gama treinou o Paysandu nas seis primeiras das oito partidas; a sexta ocorrera em 9 de novembro e a sétima só veio a se dar em 21 de dezembro, precisamente o clássico Re-Pa, válido pela penúltima rodada. Nagib Matni passou a ser o treinador e o clube venceu o rival Remo por 2–0. Na rodada final, em 27 de dezembro, seus comandados venceram por 9–1 o Transviário. Foi naquele contexto que, em 16 de janeiro de 1948, o clube passou a ser apelidado de "Papão da Curuzu", alcunha criada em crônica publicada nesta data pelo jornalista Everardo Guilhon no jornal A Vanguarda.
O título de 1947 foi histórico também por render um pentacampeonato ao Paysandu, campeão seguidamente em 1942, 1943, 1944 e 1945 até o torneio de 1946 terminar não realizado; o pentacampeonato segue sendo a maior sequência de títulos estaduais do clube. Nagib seguiu treinando o preparo físico do Paysandu em 1948. Embora a equipe campeã paraense daquele ano viesse a ser a Tuna Luso, o "Papão" alcançou sua temporada de mais gols na história, contabilizados também os amistosos - foram 130 gols.

### Remo e Seleção Paraense

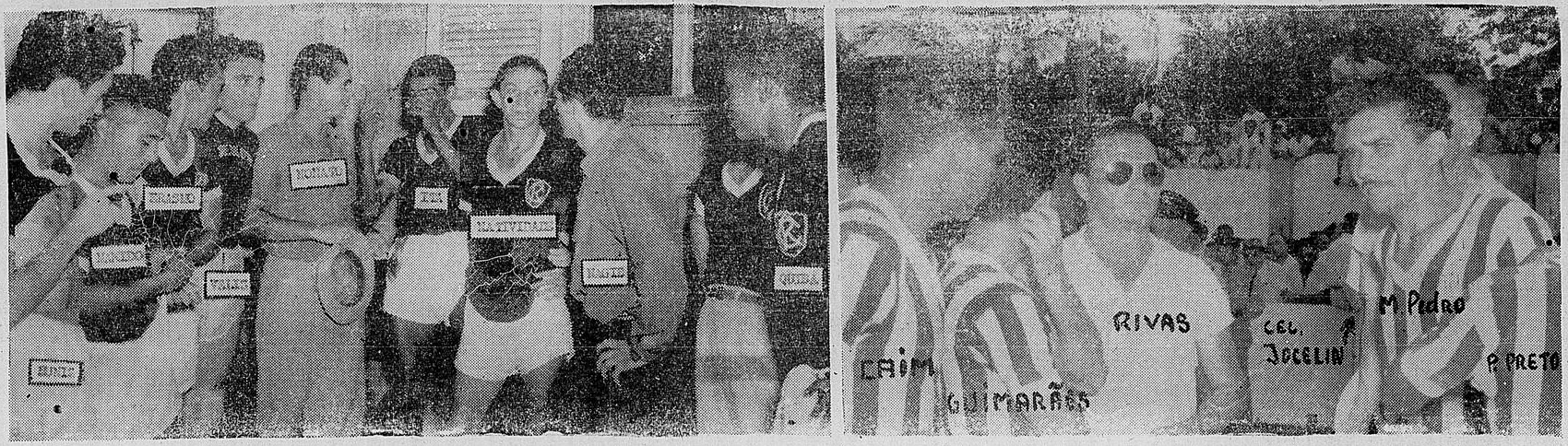
Na imagem esquerda, Nagib é a pessoa de camisa comprida que instrui jogadores do Remo em Re-Pa de 1951.

Nagib passou a trabalhar em 1949 no Remo. Como ele de treinador, o clube venceu em amistoso no início daquele ano um Re-Pa por 5–3. O "Leão" vivenciava seu maior jejum no campeonato paraense, a durar nove anos. Além de encerrar o período sem títulos, no certame o Remo também voltou a vencer o rival por 5–3, além de obter triunfos de 3-1 e por 4-1 - este, um jogo final travado já em 8 de janeiro de 1950. Nagib tornou-se somente o segundo treinador campeão por ambos os rivais, antecedido por Alfredo Gama, que, antes de comandar a maior parte da conquista de 1947 do Paysandu, havia dirigido o Remo campeão em 1940.
No segunda quinzena de janeiro de 1950, Nagib Matni ocupou-se como técnico da Seleção Paraense no Campeonato Brasileiro de Seleções Estaduais, estreando em 15 de janeiro em Macapá contra a Seleção Amapaense (vencida por 1-0). Com isso, o treinador remista no Torneio Internacional de Caracas de 1950, no qual o clube estreara na véspera, veio a ser Raimundo Figueiredo. Ainda em janeiro, o Pará venceu em Belém o Amapá por 3-1 e empatou em Manaus com o Amazonas em 3-3. A vitoriosa excursão venezuelana do Remo encerrou-se naquele mesmo mês.
Em fevereiro, o Pará proclamou-se "campeão do Norte" ao vencer por 4-1 a Seleção Amazonense em Belém e, na sequência, vencer em casa por 3-2 o Ceará e empatar em 2-2 com ela em Fortaleza. Com isso, os paraenses rumaram ao Rio de Janeiro para a fase final do Brasileiro, enfrentando Minas Gerais nas quartas-de-final. À imprensa carioca, Nagib Matni prometeu que "o jogo, meu camarada, vai ser duro, de igual para igual. (...) Os rapazes estão bem treinados fisicamente e, estou certo, hão de dar duro. Não seremos vencidos pelo cansaço".

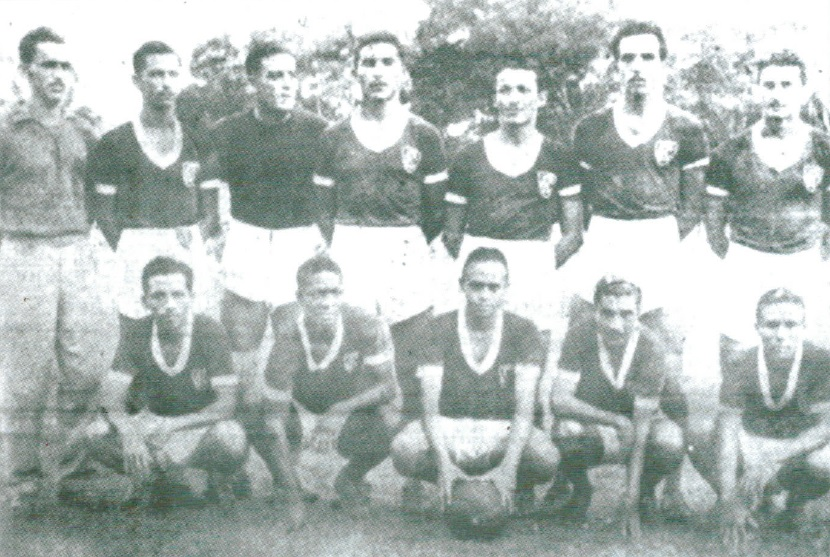
Primeiro em pé no Remo campeão paraense de 1952.

O empate em 1-1 em General Severiano, em que os mineiros igualaram aos 40 minutos do segundo tempo em 26 de fevereiro, forçou jogo-extra em 1º de março, novamente dramático: Minas abriu 2-0, mas o Pará empatou e, antes da prorrogação, teve gol anulado e pênalti desperdiçado. No primeiro minuto do segundo tempo da prorrogação, os mineiros conseguiram o gol da vitória. Apesar do desfecho, uma multidão dirigiu-se ao aeroporto de Belém para recepcionar o retorno dos paraenses, bastante elogiados. No decorrer do ano, Nagib e o Remo foram novamente campeões estaduais, em campanha que incluiu uma vitória por 7-2, sobre o Auto Clube. O título também tornou a igualar o Remo junto ao Paysandu como maior campeão estadual, com cada um contabilizando dezesseis troféus na competição.
Em 1951, o campeão paraense foi a Tuna, mas com Nagib o Remo veio a obter um tricampeonato seguido entre 1952 e 1954, isolando na época o "Leão" como maior vencedor do Parazão. Antes, no início de 1952, o técnico tornou a treinar a Seleção Paraense em novo Brasileiro: em abril, o Pará novamente proclamou-se "campeão do Norte" ao manter-se invicto contra Amapá (4-2 em Belém e 1-1 em Macapá), Maranhão (2-1 dentro de São Luís e 2-2 em Belém) e Rio Grande do Norte (2-1 tanto em Belém como em Natal). Na fase final, enfretou no Parque Antártica o Rio Grande do Sul, vencedor dos dois jogos.
No Remo, a campanha campeã estadual de 1952 sob os treinos de Nagib começou com vitória de 8-2 no Auto Clube e incluiu vitória de 6-1 no Re-Pa; esta segue sendo a segunda maior goleada remista no clássico, abaixo apenas do 7-2 em 1939. O ano de 1952 marcou também a ultrapassagem azulina em vitórias no Re-Pa, vantagem que era do rival no ano anterior, altura em que o Paysandu contabilizava 79 triunfos contra 78 do "Leão".
O título de 1953, por sua vez, foi definido em série de melhor-de-três no clássico com a Tuna, no auge da animosidade com o outro rival, a render troca de agressões entre o goleiro remista Julio Véliz e o adversário China na vitória tunante por 2-0 na fase inicial e posterior depredação da sede cruzmaltina por torcedores exaltados ao final. Nos jogos decisivos, o Remo começou vencendo por 4-1 no Baenão e, embora derrotado por 3-2 no estádio do Souza, ao fim sobressaiu-se por 2-0 na neutra Curuzu.
No título de 1954, o Remo foi derrotado uma única vez, precisamente para a Tuna (5-2), em campanha invicta no Re-Pa e que incluiu ainda triunfos de 4-1 no Armazenador, 10-0 no Auto Clube e 5-3 no Combatentes. O tricampeonato foi assegurado com uma rodada de antecipação, com o 1-1 em Re-Pa travado já em 26 de dezembro, a ponto de ser cancelado o compromisso final, que seria contra o Auto Clube.
Os cinco títulos estaduais de Nagib pelo Remo só foram superados pelos seis de Fernando Oliveira, participante dos títulos remistas em 1993, 1994, 1995, 1996, 1997 e 1999. Fernando Oliveira, todavia, foi costumeiramente técnico interino nessas ocasiões, por seis jogos entre as passagens de Varley de Carvalho e de Givanildo Oliveira em 1993; por nove partidas em 1994, entre passagens de Tata e de Valdemar Carabina; por uma partida em 1995, entre trabalhos de Pepe e Hélio dos Anjos; por uma em 1996, entre Luisinho Lemos e novamente Carabina. Fernando foi inicialmente treinador efetivo na de 1997, nos onze primeiros jogos, mas eventualmente substituído por Agnaldo e Belterra como dupla de jogadores-treinadores interinos e, depois por Celinho. Em 1999, era novamente o treinador efetivo, trabalhando nos seis primeiros jogos, mas o Remo  veio a ser campeão já sob José Luiz Carbone.

### Tuna Luso

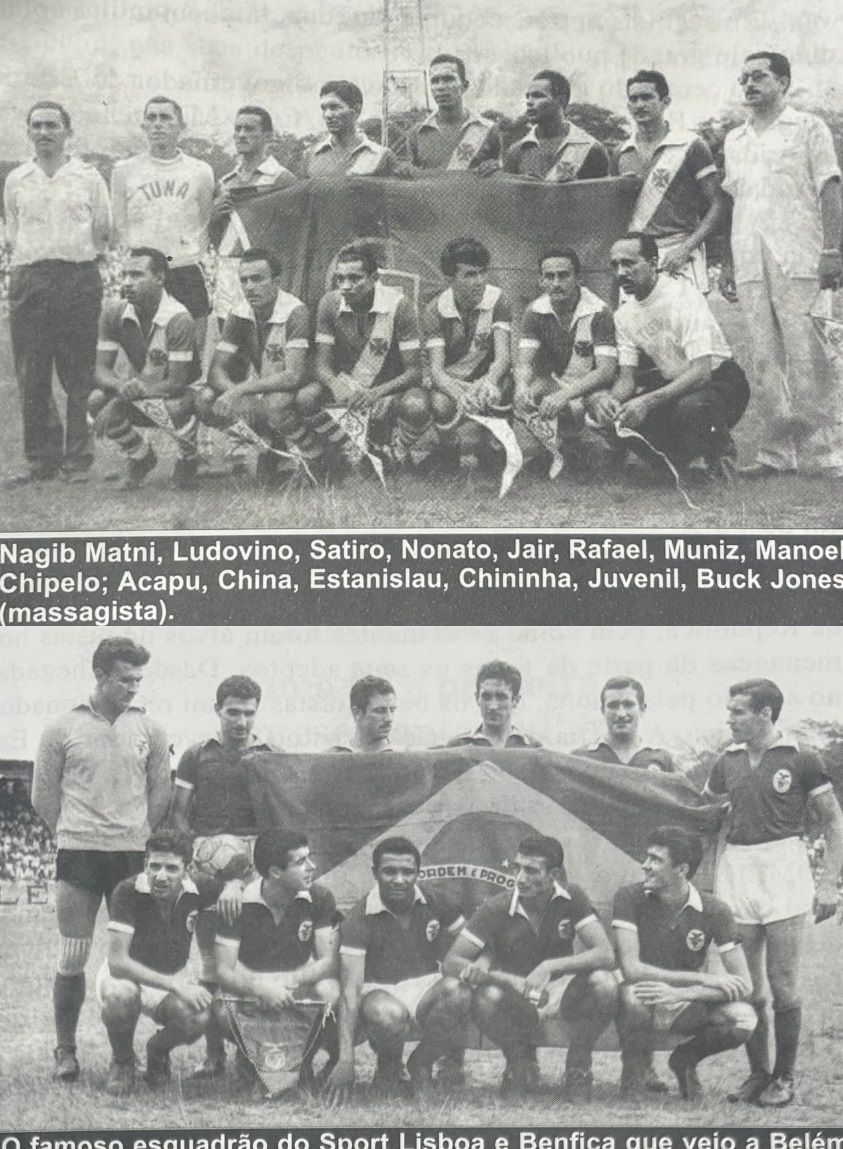
Primeiro em pé na foto superior, em registros da tarde em que a Tuna Luso recebeu o Benfica em 1957.

Em 1955, o campeonato paraense começou em julho. Nagib incorporou-se naquele ano à Tuna Luso. que ali fez sua mais perfeita campanha campeã estadual. Tratou-se, em paralelo, de mais um ano consecutivo sem títulos para o Paysandu: o jejum chegaria a nove anos sem títulos, pior sequência histórica, tal como os nove anos que Nagib havia ajudado a encerrar no Remo. Tornou-se o segundo técnico com quatro títulos estaduais seguidos, após Floriano Rodrigues, treinador do Paysandu nas conquistas de 1942, 1943, 1944 e Campeonato Paraense de Futebol de 1945|1945]].
Com Nagib, a Tuna foi campeã invicta e com diversas goleadas aplicadas: 6-3 e 7-1 no Combatentes; 7-0 no Armazenador; 5-2 e 5-1, 4-1 e 3-0 no Pinheirense; além de 5-0 em um dos clássicos com o Remo e 4-0 no clássico com o Paysandu válido pela rodada final (realizada já em 11 de março de 1956) de uma campanha que teve saldo positivo de quarenta gols ao time campeão. O torneio terminou-se com Nagib sendo o treinador dos últimos títulos paraenses de cada um do trio principal: o de 1955 Tuna, o de 1954 pelo Remo e o de 1947 pelo Paysandu.
Embora o campeonato paraense propriamente do ano de 1956 fosse decidido entre os rivais Remo e Paysandu, que voltou a ser campeão após nove anos, Nagib, que não fora o técnico do Pará no Campeonato Brasileiro de Seleções Estaduais de 1954 (tendo o escrete sofrido eliminação precoce), voltou a treinar a Seleção Paraense para a edição realizada entre dezembro de 1956 e janeiro de 1957. Pelo certame, em 20 de janeiro, Nagib treinou o primeiro elenco paraense que disputou alguma partida no estádio do Maracanã, ciente de antemão de, em suas palavras, ser "quase impossível derrotar os cariocas". Resignado com a derrota de 6-0, cumprimentou o técnico adversário Sylvio Pirillo e o preparador físico da comissão deste, Paulo Amaral, antigo colega de Nagib na graduação em educação física. Um placar mais justo ao que se vira no jogo seria o de uma vitória com bem menos gols da então capital federal, na avaliação da Gazeta Esportiva.
Ainda em 1957, além de tenente na vida militar, Nagib foi o técnico tunante em celebrado amistoso contra o Benfica. O time de Lisboa excursionava pelo Brasil e a comunidade luso-paraense empreendeu a visita como escala ao prosseguimento da turnê benfiquista, que iria aos Estados Unidos. Em 4 de agosto, sob lotação no estádio do Souza e tendo como preliminar um Re-Pa, a Tuna perdeu por 3-1 para os portugueses, resultado considerado honroso. Já em 1958, Nagib treinou a Tuna até a sétima partida do campeonato paraense. Miguel Cecim o substituiu na sequência do certame. Sob Nagib, o time estreou com 4-1 no clássico com o Remo, chegou a vencer por 4-0 o Belenenses e por 8-0 o Pinheirense, vencendo o primeiro turno. Naquele mesmo ano, o treinador voltou-se ao Serviço de Educação Física do Estado do Pará, convidado pelo governador Magalhães Barata.
O título de 1958 fez da Tuna a primeira equipe paraense a participar do Campeonato Brasileiro de Futebol, classificada à edição de 1959 da nascente Taça Brasil. Após aquela conquista estadual, porém, a "Águia" só voltou a vencer o certame já em 1970 e, desde então, somente outras duas vezes, em 1983 e 1988, em declínio que acentuou-se a partir da segunda metade da década de 1990.
Nagib foi o primeiro a ser campeão pelos dois lados tanto do clássico Re-Tu como também do clássico Pa-Tu. Na Tuna, somente Miguel Cecim, com participações nos títulos de 1951, 1958 e 1988, possui mais conquistas estaduais do que Nagib como treinador no departamento de futebol tunante. Fernando Oliveira, presente em seis campanhas campeãs do Remo, também havia treinado a Tuna em parte da conquista cruzmaltina de 1988, sendo superado somente pelos oito títulos de Nagib como técnico mais vezes campeão no Parazão.

### Títulos
Paysandu
- Campeonato Paraense de Futebol: 1947 [3]

Remo
- Campeonato Paraense de Futebol: 1949, 1950, 1952, 1953 e 1954 [3]

Tuna Luso
- Campeonato Paraense de Futebol: 1955 e 1958 [3]

Seleção Paraense
- Torneio do Norte no Campeonato Brasileiro de Seleções Estaduais: 1950, 1952 e 1956 [9]

## Depois do futebol
Na década de 1950, em paralelo aos trabalhos nos clubes poliesportivos de Belém (onde também trabalhou no extinto Paulista), Nagib Matni também ensinava educação física na Polícia Militar do Estado do Pará e em colégios, inclusive impulsionando realizações de olimpíadas intercolegiais. Com boas conexões com o governo militar e com o Ministério da Educação, ao longo da década de 1960 estimulou fomento à formação na EFED de mais paraenses, com o intuito de angariar graduados o suficiente para a formação de um corpo docente que propiciasse a criação da Escola Superior de Educação Física do Pará - estabelecida em maio de 1970, com Nagib atuando também na estruturação física e regimental da instituição.
Usava suas boas relações com o governo federal para também propiciar competições esportivas no Pará, buscando prestar contas até de centavos aplicados. Organizando cursos preparatórios para professores ministrarem educação física nos colégios também do interior paraense, Nagib tornou-se o nome regional de mais expressão na área, embora fosse visto criticamente também como excessivamente rígido, pouco humorado e centralizador.
Em 1990, a ESEFPA passou a integrar a nascente Universidade do Estado do Pará (UEPA), cuja criação teve diversas denúncias de irregularidades feitas por Nagib Matni, inclusive mediante mandado de segurança impetrado por ele. Embora tenha sofrido represálias da gestão governamental de Hélio Gueiros, eventualmente Nagib Coelho Matni passou a dar nome ao ginásio poliesportivo da UEPA.
Faleceu em 20 de maio de 2000, em consequência de câncer de próstata já em metástase, em Belém. Naquele ano, o campo do ginásio que leva seu nome na UEPA recebeu um Re-Pa, em amistoso realizado em 3 de dezembro (vitória de 4-1 do Paysandu, com todos os quatro gols marcados por Edil Highlander). O local veio a abrigar também shows musicais; e, na década de 2010, o retorno de partidas oficiais de rugby union no Estado, proporcionadas pelo Acemira, inclusive contra adversários internacionais. Nagib Coelho Matni também dá nome à honraria mais alta conferida nos Jogos Escolares Paraenses (JEPs); a uma escola estadual de ensino fundamental e médio; e a um clube de tênis de mesa.